# Rakete Mond startet

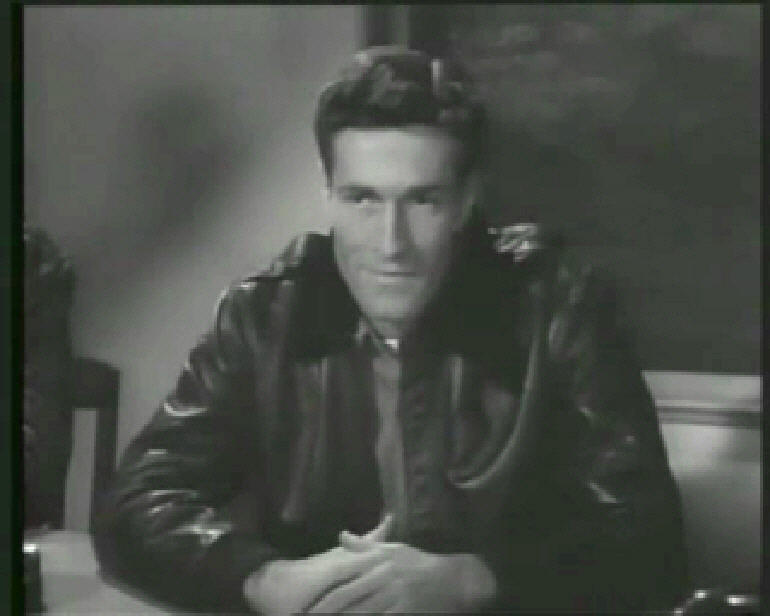
Hugh O’Brian in einer Szene des Films

Rakete Mond startet (Originaltitel: Rocketship X M) ist ein US-amerikanischer Science-Fiction-Film aus dem Jahr 1950. Im Film gerät ein Raumschiff, das unterwegs zum Mond ist, vom Kurs ab und muss auf dem Mars notlanden. Die auf dem Mars spielenden Szenen wurden in dem schwarzweiß gedrehten Film rosarot koloriert.

## Handlung
Eine Rakete namens RXM 1 mit den fünf Astronauten Floyd Oldham, Lisa Van Horn, Karl Eckstrom, William Corrigan und Harry Chamberlain an Bord startet zum Erdmond. Kurz nach dem Start treten technische Probleme auf. Die Rakete kommt von ihrem Kurs ab, als sie in das Gravitationsfeld des Planeten Mars gelangt. Den Astronauten bleibt nichts anderes übrig, als auf dem Mars zu landen.
Die Besatzung findet dort die Ruinen einer längst untergegangenen Zivilisation. Als die Raumfahrer die Überreste untersuchen, stellen sie fest, dass diese Zivilisation durch einen verheerenden Atomkrieg zerstört wurde. Als sie weiterziehen, werden sie von menschenähnlichen Wesen angegriffen, die mit Keulen, Wurfäxten und Speerschleudern bewaffnet sind und deren Haut offenbar durch ionisierende Strahlung verbrannt ist. Eckstrom ist erschüttert: „Vom Atomzeitalter zur Steinzeit“. Es stellt sich heraus, dass die Marswesen die Nachkommen der einstigen Bewohner sind. Bei den Kämpfen kommen Eckstrom und Corrigan um; die Überlebenden beschließen, zur Erde zurückzukehren.
Die Rückkehr stellt sich jedoch als schwierig heraus. Die Crew findet heraus, dass das Raumschiff nicht genug Treibstoff für die Landung hat. Man benachrichtigt die Bodenstation und übermittelt die Ergebnisse der Reise. Die Rakete stürzt zur Erde und explodiert. Trotzdem sieht der Projektleiter Dr. Fleming die Expedition nicht als gescheitert an, da sie bewiesen habe, dass bemannte Weltraumfahrt möglich sei. Die Rakete RXM 2 ist bereits startklar.

## Produktionsnotizen
Die Dreharbeiten begannen am 2. Februar 1950. Die Außenaufnahmen in der Mojave-Wüste wurden in drei Tagen abgedreht. Außerdem wurde Footage vom Death-Valley-Nationalpark montiert.
Der US-amerikanische Filmproduktions- und Vertriebsgesellschaft Lippert Pictures verkaufte den Film frühzeitig an das Fernsehen, so dass Rakete Mond startet einer der ersten höherwertigen Science-Fiction-Filme war, der im Fernsehen ausgestrahlt wurde. Außerdem wurden zur weiteren Vermarktung 16-mm-Film-Kopien gezogen. Aufgrund der Verfügbarkeit in diesem Format wurde die Produktion häufig auf Conventions aufgeführt; weniger wegen seiner künstlerischen Qualität denn der kostengünstigen Ausleihmöglichkeiten.
Nach späteren Angaben seiner Tochter war Dalton Trumbo am Drehbuch beteiligt; der Autor hatte seinerzeit aufgrund der Aktivitäten des Komitees für unamerikanische Umtriebe in den USA ein Schreibverbot.

## Filmbuch
Unter dem Pseudonym Bert Koeppen veröffentlichte Walter Spiegl 1958 das Buch zum Film unter dem Titel Rakete Mond startet als Utopia-Großband Nr. 84.

## Kritik
- „In den Anfangsszenen ist der Film eher uninteressant. … Als das Raumschiff jedoch auf dem Mars gelandet ist, greift er eine völlig andere Stimmung auf … Diese Sequenzen, gefilmt von Karl Struss, gehören zum Unheimlichsten und Überzeugendsten überhaupt – obwohl sie direkt neben einem stark befahrenen Highway aufgenommen wurden. Als einer der exzentrischsten und doch besten Kameramänner in der Geschichte Hollywoods ist Karl Struss für die fremdartige Atmosphäre und das Feeling dieser Szenen verantwortlich. Der Planet erscheint einem wirklich als tot – und zwar so tot, daß es einen kalt überläuft, als die halbnackten und glatzköpfigen Marsianer auftauchen … Der Kampf zwischen den Marsianern und den Erdlingen ist tückisch und Angst einjagend, und die Nahaufnahme einer marsianischen Frau … in der wir sehen, daß sie blind ist, weil ihre Augen völlig leer sind, gehört zu den schockierendsten Szenen, die ein SF-Film je zeigte: Sie ist genauso verängstigt wie die anderen, und sie schreit auf. (Ihre geschminkten Lippen zerstören die Illusion allerdings).“[1]
- „Älterer Weltraumfilm […]. Naiv, unansehnlich, ab 14 fast erheiternd.“ – 6000 Filme. Kritische Notizen aus den Kinojahren 1945 bis 1958.[2]

## Überlieferung
- Im Juni 2016 veröffentlichte i-catcher Media GmbH & Co.KG eine DVD-Edition, die auch die deutsche Tonspur enthält. Seinerzeit nicht synchronisierte Textpassagen sind im Original enthalten.